# Kosovo y el euro

Estados de la zona del euro (20)
Estados de la UE que tienen la obligación de unirse a la zona del euro (6)
Estados de la UE con una cláusula de exclusión (1)
Estados externos a la UE que utilizan el euro mediante un acuerdo (4)
Estados (incl. Estados de facto) externos a la UE que utilizan el euro sin que medie un acuerdo (2)

Kosovo adoptó al euro como moneda de facto en 2002, pese a que el país no pertenece a la Eurozona ni a la Unión Europea. Esta divisa fue la sustituta del marco alemán, usado desde 1999.

## Antecedentes

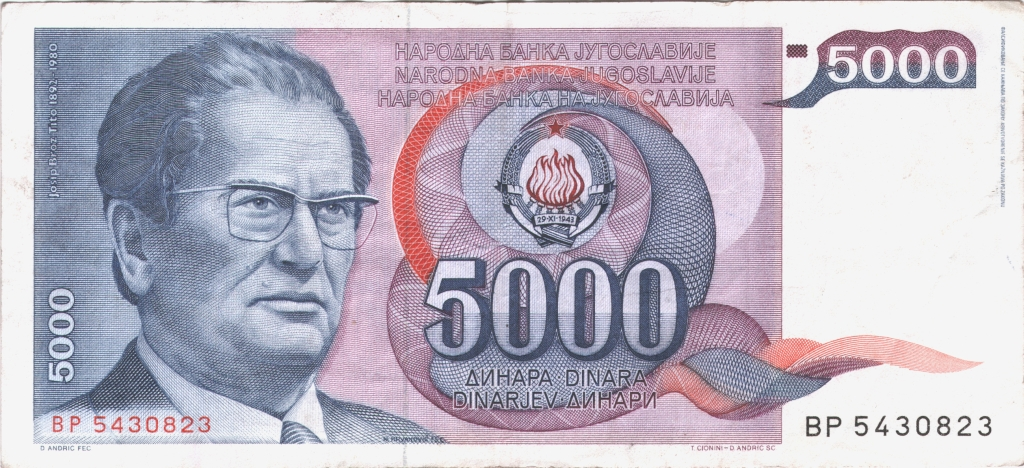
Billete de 5.000 dinares (1985)

Durante la desintegración de Yugoslavia a principios de los años 90, Kosovo fracasó en su intento de obtener la independencia, y la situación se complicó después del estallido de la Guerra de Kosovo entre 1998 y 1999.
Kosovo declaró unilateralmente su independencia de Serbia el 17 de febrero de 2008. Hasta el 4 de septiembre de 2020, 102 de los 193 países miembros de la Organización de las Naciones Unidas han reconocido oficialmente la República de Kosovo. Más concretamente, 22 de los 27 miembros de la Unión Europea y 24 de los 28 países de la OTAN reconocen la nación. Serbia, junto a decenas de otros países, no reconoce la independencia de Kosovo por considerar que debe respetarse la integridad territorial serbia.

## Situación monetaria antes de 1999
Antes del establecimiento de la Misión de Administración Provisional de las Naciones Unidas en Kosovo (UNMIK), Kosovo seguía ligado a las políticas monetarias de Yugoslavia, por lo que empleaba el dinar yugoslavo como divisa oficial. Sin embargo, debido a la inflación causada por la guerra y a las tensiones con la República Federal de Yugoslavia, el dinar yugoslavo perdió aceptación y la población se decantó por usar y acumular monedas extranjeras. En aquel momento, las divisas más empleadas eran el lek albanés y el marco alemán, si bien el dólar estadounidense y el franco suizo eran también muy comunes. 

## Introducción del marco alemán

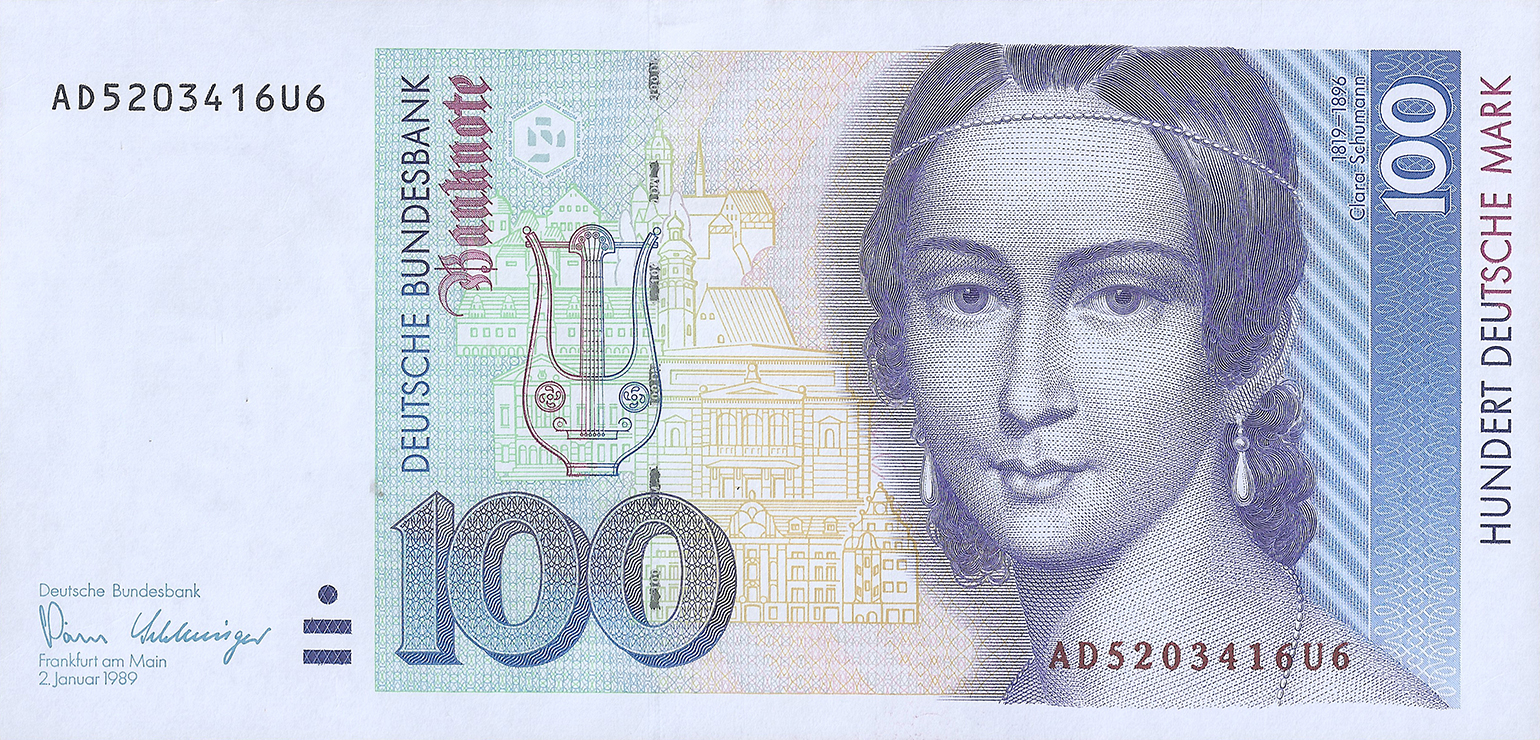
Un billete de 100 marcos

En el periodo inmediatamente posterior a la guerra de Kosovo, varias divisas extranjeras, en especial el marco alemán, comenzaron a utilizarse junto al dinar yugoslavo en el país. En septiembre de 1999, la UNMIK reconoció el uso y regulación de monedas extranjeras debido a la situación extraordinaria que experimentaba Kosovo. No obstante, la circulación del dinar nunca fue oficialmente suspendida, simplemente "no se fomentó" su uso. Por otro lado, el Banco Federal Alemán no fue informado previamente del cambio no oficial de divisa y no envió, por lo tanto, monedas ni billetes adicionales del marco alemán. Pese a ello, como no se habían restringido las importaciones o exportaciones de marcos, y muchos kosovares que trabajaban en el extranjero solían enviar dinero a sus hogares, fue posible para Kosovo alcanzar una cantidad suficiente de marcos alemanes. 
El dinar yugoslavo (más tarde conocido como el dinar serbio), continuó siendo ampliamente usado en el norte de Kosovo y en enclaves serbios del país.

## Adopción del euro

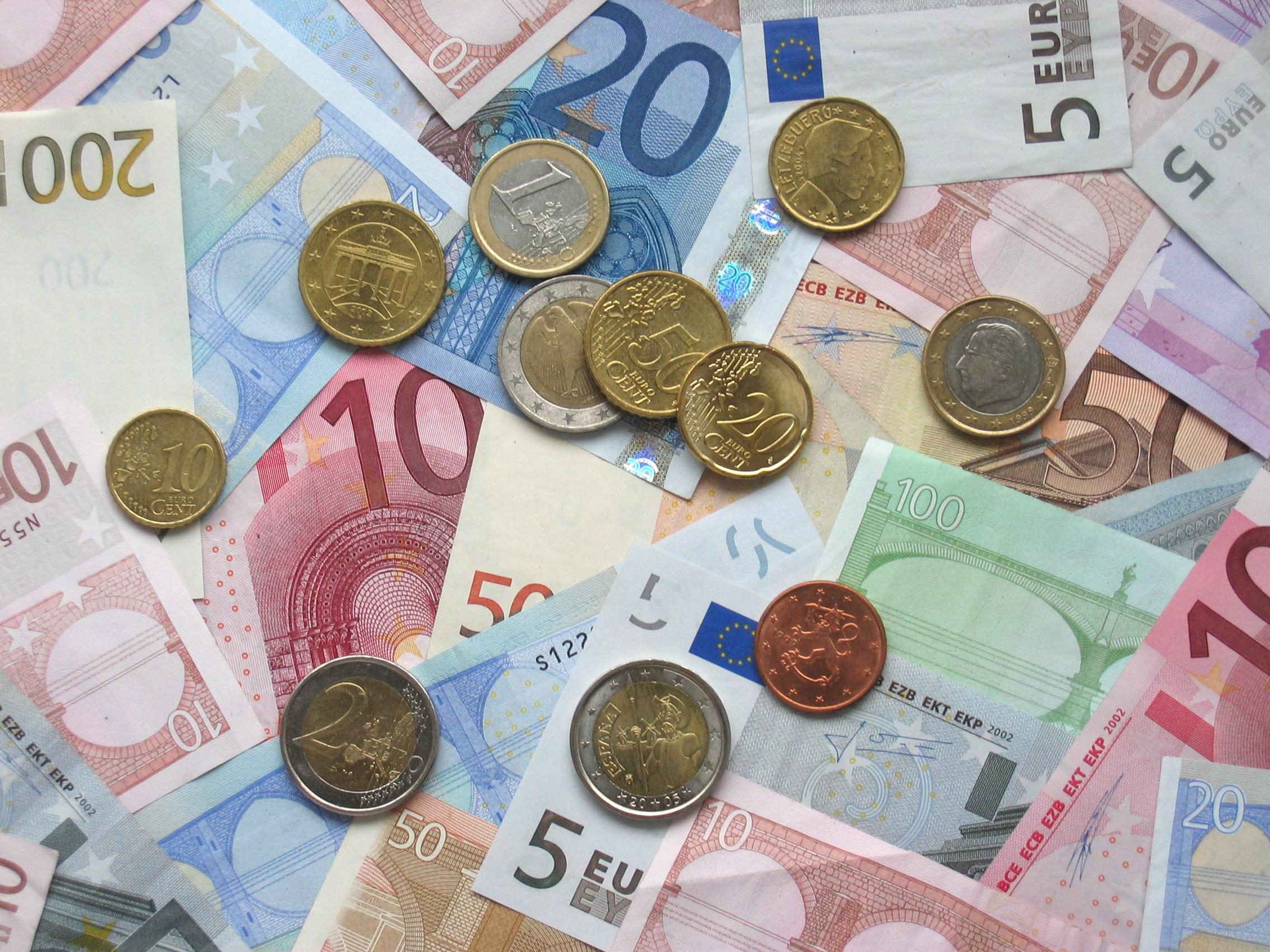
Monedas de euro y billetes de varias denominaciones.

Siguiendo los pasos de Alemania, Kosovo adoptó al euro el 1 de enero del 2002. El marco alemán se mantuvo en curso legal en el país hasta el 1 de marzo de 2002. 
El cambio al euro se pudo lograr gracias a la cooperación con el Banco Central Europeo y otros bancos nacionales de países de la Eurozona. En diciembre de 2001, alrededor de 100 millones de euros en efectivo habían sido adelantados a las autoridades financieras de Kosovo. Por ello, el país decide no acuñar su propia moneda. 

## Pertenencia a la UE
Kosovo es un candidato potencial para unirse a la Unión Europea. La Comisión Europea y el Banco Central Europeo han expresado en varias ocasiones un descontento por la adopción unilateral del euro por parte de varias naciones, y no está claro si Kosovo podría entrar en la UE mientras utilice el euro como divisa oficial.
Montenegro, que adoptó unilateralmente el euro de manera similar a Kosovo en 2002, tenía la siguiente declaración en su acuerdo de estabilización y asociación con la UE: "la introducción unilateral del euro no era compatible con el Tratado". Se espera que esta cuestión sea resuelta mediante el proceso de negociación entre la nación interesada y la UE. Varios diplomáticos han sugerido que es poco probable que los países sean obligados a paralizar la circulación del euro.